# Stictomantis cinctipes
Stictomantis cinctipes es una especie de mantis de la familia Mantidae. Es el único miembro del género monotípico Stictomantis.

## Distribución geográfica
Se encuentra en la isla de Java (Indonesia).